# Dobrava, Šmarjeta v Rožu
Dobrava (nemško Dobrowa) je naselje v Občini Šmarjeta v Rožu v Okraju Celovec-dežela na Koroškem v Avstriji.